# Рене Потје
Рене Потје (фр. René Pottier; 5. јун 1879 — 25. јануар 1907), био је француски професионални бициклиста од 1904. до 1907. године, те победник Тур де Франса 1906. године.

## Каријера
Потје је почео аматерски да се бави бициклизмом 1903. године, када је завршио други на националном шампионату за аматере.
1905. завршио је други на трци Бордо - Париз и на Париз - Рубеу, након чега је возио свој први Тур де Франс. На првој етапи је завршио трећи, а на етапи 2, завршио је на другом месту. Због повреде морао је да се повуче током треће етапе. Потје је те године освојио незваничну брдску класификацију.
1906. освојио је треће место на Париз - Рубеу, а затим је освојио трку 24 часа на Велодрому. На Тур де Франсу, Потје је победио на пет етапа. На трећој етапи, на успону Кол де Балон, Потје је прошао први другу годину заредом, освојивши етапу са четири минута предности. победио је и на етапама 2, 4, 5 и 13 и освојио трку. Освојио је такође незваничну брдску класифијацију, за коју се није додељивала награда.

## Смрт
Потје је извршио самоубиство 25. јануара 1907. обесивши се за бицикл, након што је чуо да му је жена нашла љубавика док је он био на Туру.
Дегранж, газда Тура, за успомену на Потјеа, подигао му је Стелу на врху успона Балон д'Алкас.